# Różanka (Braniewo)
Różanka (deutsch Rosenhof) war ein Ort in der polnischen Woiwodschaft Ermland-Masuren innerhalb der Landgemeinde Braniewo (Braunsberg) im Powiat Braniewski (Kreis Braunsberg). Bis 1945 gehörte er zum Kreis Heiligenbeil in Ostpreußen.

## Geographische Lage
Die Ortsstelle von Różanka resp. Rosenhof liegt auf der Westseite der Bahnau (polnisch Banówka) im Nordwesten der Woiwodschaft Ermland-Masuren, neun Kilometer südöstlich der früheren und heute auf russischem Staatsgebiet gelegenen Kreisstadt Heiligenbeil (heute russisch Mamonowo) bzw. zwölf Kilometer östlich der jetzigen Kreismetropole Braniewo (deutsch Braunsberg).

## Geschichte
1712 war das Gründungsjahr des lediglich aus einem kleinen Hof bestehenden Ort Rosenhof. 1874 wurde er als Landgemeinde in den neu errichteten Amtsbezirk Waltersdorf (polnisch Pęciszewo) im Kreis Heiligenbeil in Ostpreußen aufgenommen. Im Jahre 1910 zählte das kleine Dorf elf Einwohner.
Am 30. September 1928 gab Rosenhof seine Eigenständigkeit auf und schloss sich mit den Nachbargemeinden Heidenhof (polnisch Wrzosek), Kleinwalde (Borek, dann Kolonia Wilke), Neu Bahnau (Nowe Banowo) und Preuschhof (Prusowo) zur neuen Landgemeinde Kleinwalde zusammen.
In Kriegsfolge kam Rosenhof 1945 mit dem gesamten südlichen Ostpreußen zu Polen. Der Ort erhielt die polnische Namensform „Różanka“, wobei sich seine Spur jedoch bald verlor und seine Name nicht mehr erwähnt wurde. Różanka gilt heute als untergegangen. Seine Ortsstelle liegt inmitten der Gmina Braniewo im Powiat Braniewski, von 1975 bis 1998 der Woiwodschaft Elbląg, seither der Woiwodschaft Ermland-Masuren zugehörig.

## Religion
Bis 1945 war Rosenhof evangelischerseits nach Waltersdorf (polnisch Pęciszewo) in der Kirchenprovinz Ostpreußen der Kirche der Altpreußischen Union, römisch-katholischerseits in die Pfarrei Heiligenbeil im damaligen Bistum Ermland eingegliedert.

## Verkehr
Die kaum noch erkennbare Ortsstelle Rosenhofs bzw. Różankas ist von der Waldsiedlung Dąbrowa (Damerau) aus über Landwege zu erreichen.